# مجمع گزینندگان (هند)
رئیس‌جمهور هند توسط مجمعی از گزینندگان متشکل از نمایندگان منتخب پارلمان هند (هر دو مجلس) و اعضای مجالس سفلای هر یک از ۲۹ ایالت هند و نیز قلمروهای دهلی و پودوچری به صورت غیرمستقیم برگزیده می‌شود. معاون رئیس‌جمهور نیز توسط مجمعی از گزینندگان متشکل از اعضای پارلمان هند باز هم به صورت غیرمستقیم انتخاب می‌شود. بنا بر متمم‌های ۴۲ و ۸۴ قانون اساسی هند، شمار و وزن آرای مجمع گزینندگان به منظور ترویج و حمایت از برنامه‌های تنظیم خانواده بر اساس جمعیت کشور در سرشماری ۱۹۷۱ محاسبه می‌شود تا ایالت‌هایی که نرخ رشد جمعیتشان را پایین آورده‌اند متضرر نشوند.

## ترکیب مجمع
مجمع گزینندگان متشکل از اعضای زیر است:
- اعضای منتخب راجیه سبها، مجلس اعلای پارلمان هند
- اعضای منتخب لوک سبها، مجلس سفلای پارلمان هند
- اعضای منتخب ودهان سبها، مجلس سفلای پارلمان ایالتی، در هر ۲۹ ایالت
- اعضای منتخب قلمروهایی که مجلس قانونگذاری دارند (فقط دهلی و پودوچری از میان ۷ قلمرو)

## وزن آرا
ارزش رأی اعضای مجالس قانوگذاری ایالتی و نیز اعضای پارلمان هند در مادهٔ ۵۵(۲) قانون اساسی هند تبیین شده است. بنا بر متمم ۸۴ قانون اساسی، تا سال ۲۰۲۶ مبنای محاسبات، ارقام جمعیت در سال ۱۹۷۱ خواهد بود.
فرمول محاسبهٔ تعداد رأی هر نمایندهٔ مجلس ایالتی از قرار زیر است:
| {\displaystyle {\mbox{Value of an MLA vote}}={\cfrac {\mbox{Total population of the state or union territory}}{{\mbox{Total number of elected members of the Legislative Assembly}}\times {1000}}}} |

Value of an MLA vote: ارزش رأی هر یک از نمایندگان مجالس ایالتی

Total population of the state or union territory: جمعیت کل ایالت یا قلمرو

Total number of elected members of the Legislative Assembly: تعداد اعضای مجلس ایالتی
به عبارت دیگر ارزش رأی هر نماینده برابر است با اندازهٔ متوسط حوزهٔ انتخابیه در هر ایالت یا قلمرو بر مبنای سرشماری ۱۹۷۱ تقسیم بر هزار
ارزش رأی نمایندگان مجالس ایالتی در جدول زیر آمده است:
| شماره | ایالت/قلمرو    | اندازهٔ مجلس | جمعیت (سرشماری ۱۹۷۱) | ارزش رأی هر نماینده | مجموع ارزش آرای ایالت/قلمرو |
| ----- | -------------- | ----------- | -------------------- | ------------------- | --------------------------- |
| ۱     | آندرا پرادش    | ۱۷۵         | ۲۷٬۸۰۰٬۵۸۶†          | ۱۵۹                 | ۲۷٬۸۲۵                      |
| ۲     | آروناچال پرادش | ۶۰          | ۴۶۷٬۵۱۱              | ۸                   | ۴۸۰                         |
| ۳     | آسام           | ۱۲۶         | ۱۴٬۶۲۵٬۱۵۲           | ۱۱۶                 | ۱۴٬۶۱۶                      |
| ۴     | بهار           | ۲۴۳         | ۴۲٬۱۲۶٬۲۳۶           | ۱۷۳                 | ۴۲٬۰۳۹                      |
| ۵     | چتیسگر         | ۹۰          | ۱۱٬۶۳۷٬۴۹۴           | ۱۲۹                 | ۱۱٬۶۱۰                      |
| ۶     | دهلی           | ۷۰          | ۴٬۰۶۵٬۶۹۸            | ۵۸                  | ۴٬۰۶۰                       |
| ۷     | گوا            | ۴۰          | ۷۹۵٬۱۲۰              | ۲۰                  | ۸۰۰                         |
| ۸     | گجرات          | ۱۸۲         | ۲۶٬۶۹۷٬۴۷۵           | ۱۴۷                 | ۲۶٬۷۵۴                      |
| ۹     | هاریانا        | ۹۰          | ۱۰٬۰۳۶٬۸۰۸           | ۱۱۲                 | ۱۰٬۰۸۰                      |
| ۱۰    | هیماچال پرادش  | ۶۸          | ۳٬۴۶۰٬۴۳۴            | ۵۱                  | ۳۴۶۸                        |
| ۱۱    | جامو و کشمیر   | ۸۷          | ۶٬۳۰۰٬۰۰۰            | ۷۲                  | ۶٬۲۶۴                       |
| ۱۲    | جارکند         | ۸۱          | ۱۴٬۲۲۷٬۱۳۳           | ۱۷۶                 | ۱۴٬۲۵۶                      |
| ۱۳    | کارناتاکا      | ۲۲۴         | ۲۹٬۲۹۹٬۰۱۴           | ۱۳۱                 | ۲۹٬۳۴۴                      |
| ۱۴    | کرالا          | ۱۴۰         | ۲۱٬۳۴۷٬۳۷۵           | ۱۵۲                 | ۲۱٬۲۸۰                      |
| ۱۵    | مادیا پرادش    | ۲۳۰         | ۳۰٬۰۱۶٬۶۲۵           | ۱۳۱                 | ۳۰٬۱۳۰                      |
| ۱۶    | مهاراشترا      | ۲۸۸         | ۵۰٬۴۱۲٬۲۳۵           | ۱۷۵                 | ۵۰٬۴۰۰                      |
| ۱۷    | مانیپور        | ۶۰          | ۱٬۰۷۲٬۷۵۳            | ۱۸                  | ۱٬۰۸۰                       |
| ۱۸    | مگالایا        | ۶۰          | ۱٬۰۱۱٬۶۹۹            | ۱۷                  | ۱٬۰۲۰                       |
| ۱۹    | میزورام        | ۴۰          | ۳۳۲٬۳۹۰              | ۸                   | ۳۲۰                         |
| ۲۰    | ناگالند        | ۶۰          | ۵۱۶٬۴۹۹              | ۹                   | ۵۴۰                         |
| ۲۱    | اودیسا         | ۱۴۷         | ۲۱٬۹۴۴٬۶۱۵           | ۱۴۹                 | ۲۱٬۹۰۳                      |
| ۲۲    | پودوچری        | ۳۰          | ۴۷۱٬۷۰۷              | ۱۶                  | ۴۸۰                         |
| ۲۳    | پنجاب          | ۱۱۷         | ۱۳٬۵۵۱٬۰۶۰           | ۱۱۶                 | ۱۳٬۵۷۲                      |
| ۲۴    | راجستان        | ۲۰۰         | ۲۵٬۷۶۵٬۸۰۶           | ۱۲۹                 | ۲۵٬۸۰۰                      |
| ۲۵    | سیکیم          | ۳۲          | ۲۰۹٬۸۴۳              | ۷                   | ۲۲۴                         |
| ۲۶    | تامیل نادو     | ۲۳۴         | ۴۱٬۱۹۹٬۱۶۸           | ۱۷۶                 | ۴۱٬۱۸۴                      |
| ۲۷    | تلانگانا       | ۱۱۹         | ۱۵٬۷۰۲٬۱۲۲†          | ۱۳۲                 | ۱۵٬۷۰۸                      |
| ۲۸    | تریپورا        | ۶۰          | ۱٬۵۵۶٬۳۴۲            | ۲۶                  | ۱٬۵۶۰                       |
| ۲۹    | اوتار پرادش    | ۴۰۳         | ۸۳٬۸۴۹٬۹۰۵           | ۲۰۸                 | ۸۳٬۸۲۴                      |
| ۳۰    | اوتاراکند      | ۷۰          | ۴٬۴۹۱٬۲۳۹            | ۶۴                  | ۴٬۴۸۰                       |
| ۳۱    | بنگال غربی     | ۲۹۴         | ۴۴٬۳۱۲٬۰۱۱           | ۱۵۱                 | ۴۴٬۳۹۴                      |
|       | مجموع          | ۴٬۱۲۰       | ۵۴۹٬۳۰۲٬۰۰۵          |                     | ۵۴۹٬۴۹۵                     |

یادداشت:- †http://eci.nic.in/eci_main/ElectoralLaws/HandBooks/President_Election_08062017.pdf.
ارزش رأی هر یک از نمایندگان پارلمان هند از تقسیم مجموع ارزش آرای همهٔ نمایندگان مجالس ایالتی بر تعداد کل نمایندگان پارلمان هند به دست می‌آید.
| {\displaystyle {\mbox{Value of an MP vote}}={\cfrac {\mbox{The sum of vote value of elected members of all the Legislative Assemblies}}{\mbox{The sum of elected members of both the houses of Parliament}}}} |

Value of an MP vote: ارزش رأی نمایندهٔ پارلمان

The sum of vote value of elected members of all the Legislative Assemblies: مجموع ارزش آرای نمایندگان همهٔ مجالس ایالتی

The sum of elected members of both the houses of Parliament: تعداد کل نمایندگان پارلمان هند (هر دو مجلس)
تعداد کل نمایندگان پارلمان = لوک سبها (۵۴۳) + راجیه سبها (۲۳۳) = ۷۷۶
ارزش هر رأی = ۵۴۹٬۴۹۵ ÷ ۷۷۶ = ۷۰۸٫۱۱ ≈ ۷۰۸
مجموع ارزش آرای نمایندگان پارلمان = ۷۷۶ × ۷۰۸ = ۵۴۹٬۴۰۸
ارزش رأی نمایندگان پارلمان در جدول زیر آمده است:
| مجلس       | تعداد کرسی‌ها | ارزش رأی هر نماینده | مجموع ارزش آرای مجلس |
| ---------- | ------------ | ------------------- | -------------------- |
| لوک سبها   | ۵۴۳          | ۷۰۸                 | ۳۸۴٬۴۴۴              |
| راجیه سبها | ۲۳۳          | ۷۰۸                 | ۱۶۴٬۹۶۴              |
| مجموع      | ۷۷۶          | ۷۰۸                 | ۵۴۹٬۴۰۸              |

ارزش آرای اعضای مجمع گزینندگان در جدول زیر آمده است:
| گزیننده                    | تعداد کل گزینندگان | مجموع ارزش آرا |
| -------------------------- | ------------------ | -------------- |
| اعضای مجالس ایالتی (منتخب) | ۴٬۱۲۰              | ۵۴۹٬۴۹۵        |
| اعضای پارلمان کشور (منتخب) | ۷۷۶                | ۵۴۹٬۴۰۸        |
| مجموع                      | ۴٬۸۹۶              | ۱٬۰۹۸٬۹۰۳      |